# KeBlack
KeBlack (* 30. Januar 1992 in Creil, Département Oise; bürgerlich Cédric Matéta Nkomi) ist ein französischer Sänger und Rapper mit kongolesischen Wurzeln.

## Leben

### Kindheit
Mit 15 Jahren begann sich Keblack für die Musik zu interessieren. Sein Umfeld sowie die Gruppe MGS trugen stark zu seiner musikalischen Erziehung bei. Sein Bruder ist ebenfalls Musiker. Er ist seit der Kindheit mit dem Musiker Naza befreundet, mit dem er mehrere erfolgreiche Lieder geschrieben und veröffentlicht hat.

### Bomayé Musik und Premier étage (2015–2017)
Youssoupha und sein Label Bomayé Musik (Teil von Universal) nahmen Keblack 2015 unter Vertrag. Mit seiner Single „J'ai déconné“, welche ein Hit wurde, erlangte Keblack immer mehr Berühmtheit. Jedoch schaffte er mit „Bazardée“ seinen Durchbruch und erhielt 180 Millionen Views auf YouTube. Aufgrund diesen Erfolges veröffentlichte er am 27. Januar 2017 das Album „Premier étage“, welches Gold erhielt. Das anschließende Album „Appartement 105“ wurde am 11. Mai 2018 veröffentlicht.

## Diskografie

### Studioalben
| Jahr | Titel           | Höchstplatzierung, Gesamtwochen, AuszeichnungChartplatzierungen (Jahr, Titel, Platzierungen, Wochen, Auszeichnungen, Anmerkungen) | Höchstplatzierung, Gesamtwochen, AuszeichnungChartplatzierungen (Jahr, Titel, Platzierungen, Wochen, Auszeichnungen, Anmerkungen) | Höchstplatzierung, Gesamtwochen, AuszeichnungChartplatzierungen (Jahr, Titel, Platzierungen, Wochen, Auszeichnungen, Anmerkungen) | Anmerkungen                             |
| Jahr | Titel           | FR | BEW | CH | Anmerkungen                             |
| ---- | --------------- | --- | --- | --- | --------------------------------------- |
| 2017 | Premier étage   | FR7 Platin · (41 Wo.)FR | BEW47 (1 Wo.)BEW | CH9 (12 Wo.)CH | Erstveröffentlichung: 27. Januar 2017   |
| 2018 | Appartement 105 | FR15 Gold · (40 Wo.)FR | BEW49 (11 Wo.)BEW | — | Erstveröffentlichung: 11. Mai 2018      |
| 2021 | Contrôle        | FR16 (2 Wo.)FR | BEW111 (1 Wo.)BEW | — | Erstveröffentlichung: 12. November 2021 |
| 2024 | Focus           | FR3 Platin · (… Wo.)FR | BEW5 (… Wo.)BEW | CH23 (2 Wo.)CH | Erstveröffentlichung: 22. November 2024 |

### Singles
| Jahr | Titel Album                            | Höchstplatzierung, Gesamtwochen, AuszeichnungChartplatzierungen (Jahr, Titel, Album, Platzierungen, Wochen, Auszeichnungen, Anmerkungen) | Höchstplatzierung, Gesamtwochen, AuszeichnungChartplatzierungen (Jahr, Titel, Album, Platzierungen, Wochen, Auszeichnungen, Anmerkungen) | Höchstplatzierung, Gesamtwochen, AuszeichnungChartplatzierungen (Jahr, Titel, Album, Platzierungen, Wochen, Auszeichnungen, Anmerkungen) | Anmerkungen                                          |
| Jahr | Titel Album                            | FR | BEW | CH | Anmerkungen                                          |
| --- | -------------------------------------- | --- | --- | --- | ---------------------------------------------------- |
| 2015 | Tout va bien –                         | FR104 (2 Wo.)FR | — | — | Erstveröffentlichung: 13. Februar 2015               |
| 2016 | J’ai déconné Premier étage             | FR30 Diamant · (27 Wo.)FR | — | — | Erstveröffentlichung: 2016                           |
| 2016 | T’es à moi Premier étage               | FR161 (1 Wo.)FR | — | — | Erstveröffentlichung: 2. September 2016              |
| 2017 | Premier étage                          | FR59 Gold · (11 Wo.)FR | — | — | Erstveröffentlichung: 13. Januar 2017                |
| 2017 | Bazardée Premier étage                 | FR5 Diamant · (41 Wo.)FR | BEW23 (9 Wo.)BEW | — | Erstveröffentlichung: 18. Januar 2017                |
| 2018 | Complètement sonné Appartement 105     | FR16 Diamant · (31 Wo.)FR | — | — | Erstveröffentlichung: 13. April 2018                 |
| 2018 | Menteuse Appartement 105               | FR150 Gold · (8 Wo.)FR | — | — | Erstveröffentlichung: 7. Mai 2018                    |
| 2019 | Ne m’en veux pas –                     | FR60 Gold · (21 Wo.)FR | — | — | Erstveröffentlichung: 14. Februar 2019               |
| 2019 | Tchop –                                | FR51 Gold · (15 Wo.)FR | — | — | Erstveröffentlichung: 25. Juli 2019                  |
| 2020 | Je fais ma vie Contrôle                | FR72 (2 Wo.)FR | — | — | Erstveröffentlichung: 3. Dezember 2020 mit Ninho     |
| 2021 | Ma Play Best Life                      | FR130 (3 Wo.)FR | — | — | Erstveröffentlichung: 9. April 2021 mit Naza & Naps  |
| 2021 | Billets mauves –                       | FR131 (2 Wo.)FR | — | — | Erstveröffentlichung: 28. Mai 2021                   |
| 2023 | 1,2,3 soleil –                         | FR16 Diamant · (25 Wo.)FR | — | — | Erstveröffentlichung: 8. Juni 2023 mit Naza          |
| 2023 | Laisse moi Focus                       | FR2 Diamant · (95 Wo.)FR | BEW26 (18 Wo.)BEW | CH75 (5 Wo.)CH | Erstveröffentlichung: 8. September 2023              |
| 2024 | Aucune attache Focus                   | FR10 Diamant · (… Wo.)FR | BEW27 Platin · (17 Wo.)BEW | — | Erstveröffentlichung: 2. Februar 2024                |
| 2024 | Boucan Focus                           | FR1 Diamant · (… Wo.)FR | BEW23 Platin · (25 Wo.)BEW | CH61 (4 Wo.)CH | Erstveröffentlichung: 25. April 2024 feat. Franglish |
| 2024 | Bababa Focus                           | FR64 (5 Wo.)FR | — | — | Erstveröffentlichung: 27. September 2024             |
| 2025 | Mood Focus                             | FR3 Diamant · (… Wo.)FR | BEW12 (… Wo.)BEW | CH54 (… Wo.)CH | Erstveröffentlichung: 27. Februar 2025               |
| 2025 | Touché –                               | FR19 Gold · (… Wo.)FR | BEW47 (1 Wo.)BEW | — | Erstveröffentlichung: 11. April 2025 mit Gims        |
| Folgende Lieder erschienen nicht als Single, wurden aber durch das Album zum Download und Streaming bereitgestellt und konnten somit eine Platzierung erlangen: |                                        | | | |                                                      |
| |                                        | | | |                                                      |
| 2017 | Walou Premier étage                    | FR118 (1 Wo.)FR | — | — | feat. Niska                                          |
| 2017 | L’histoire d’une guitare Premier étage | FR133 (1 Wo.)FR | — | — | feat. Youssoupha                                     |
| 2017 | Enfants d’Afrique Premier étage        | FR162 (1 Wo.)FR | — | — | feat. Dadju                                          |
| 2017 | Bercé par la street Premier étage      | FR178 (1 Wo.)FR | — | — |                                                      |
| 2017 | Dinguerie Premier étage                | FR192 (1 Wo.)FR | — | — |                                                      |
| 2021 | Pas permis Contrôle                    | FR77 (1 Wo.)FR | — | — | feat. Dadju                                          |
| 2024 | Boulot Focus                           | FR17 Gold · (25 Wo.)FR | — | — | feat. SDM                                            |
| 2024 | KeBlack 2.4.3 Focus                    | FR129 (1 Wo.)FR | — | — |                                                      |
| 2024 | Charisme Focus                         | FR196 (1 Wo.)FR | — | — | feat. Soolking                                       |
| 2024 | Melrose Place Focus Mentalité          | FR4 Diamant · (3 Wo.)FR | BEW16 (… Wo.)BEW | CH70 (5 Wo.)CH | feat. Guy2Bezbar                                     |

Weitere Singles
- 2015: On est pareil
- 2015: Par milliers
- 2015: Love
- 2015: A la base
- 2015: Evadé
- 2017: Elle fait que m’té-ma (FR: Gold)
- 2017: Tantine
- 2017: Rattraper le temps
- 2017: Vendeurs de rêve
- 2018: Salamalek
- 2018: À ta santé
- 2018: On rigolait
- 2018: Voyou
- 2018: Sans nouvelle
- 2019: Beau parleur

### Gastbeiträge
| Jahr | Titel Album                                     | Höchstplatzierung, Gesamtwochen, AuszeichnungChartplatzierungen (Jahr, Titel, Album, Platzierungen, Wochen, Auszeichnungen, Anmerkungen) | Höchstplatzierung, Gesamtwochen, AuszeichnungChartplatzierungen (Jahr, Titel, Album, Platzierungen, Wochen, Auszeichnungen, Anmerkungen) | Anmerkungen                                                                                       |
| Jahr | Titel Album                                     | FR | BEW | Anmerkungen                                                                                       |
| --- | ----------------------------------------------- | --- | --- | ------------------------------------------------------------------------------------------------- |
| 2015 | Cette vie m’emporte Touche pas à ma zik (TPMZ)  | FR97 (10 Wo.)FR | — | Erstveröffentlichung: 6. Juli 2015 Ayna feat. KeBlack                                             |
| 2016 | Com’dab DJ Kayz                                 | FR149 Platin · (8 Wo.)FR | — | Höchstplatzierung erst 2022 DJ Kayz feat. KeBlack & Naza                                          |
| 2017 | Mélanger Oyoki                                  | FR84 (6 Wo.)FR | — | Erstveröffentlichung: 12. Mai 2017 Kalash Criminel feat. KeBlack                                  |
| 2017 | Pourquoi chérie –                               | FR44 (20 Wo.)FR | BEW43 (3 Wo.)BEW | Erstveröffentlichung: 21. April 2017 BMYE feat. Naza, KeBlack, Youssoupha, Hiro, Jaymax & DJ Myst |
| 2018 | Plus rien Monsieur                              | FR185 (2 Wo.)FR | — | Erstveröffentlichung: 17. August 2018 Franglish feat. KeBlack                                     |
| 2018 | On t’a dit –                                    | FR45 (5 Wo.)FR | — | Erstveröffentlichung: 19. Oktober 2018 Naza feat. KeBlack                                         |
| Folgende Lieder erschienen nicht als Single, wurden aber durch das Album zum Download und Streaming bereitgestellt und konnten somit eine Platzierung erlangen: |                                                 | | |                                                                                                   |
| |                                                 | | |                                                                                                   |
| 2017 | Trouvez la moi Gentleman 2.0                    | FR38 Platin · (9 Wo.)FR | — | Charteinstieg: 1. Dezember 2017 Dadju feat. KeBlack & Fally Ipupa                                 |
| 2018 | Mignon garçon La vie continue                   | FR107 Platin · (17 Wo.)FR | — | 4Keus feat. Naza, KeBlack & Dry                                                                   |
| 2019 | Kitoko Queen                                    | FR52 Platin · (20 Wo.)FR | — | Eva feat. KeBlack & Naza                                                                          |
| 2020 | C’est comme ça Gros bébé                        | FR116 (2 Wo.)FR | — | Naza feat. KeBlack                                                                                |
| 2024 | Shayo LVDR (La vie de roni)                     | FR67 (6 Wo.)FR | — | Heuss l’Enfoiré feat. KeBlack                                                                     |
| 2025 | C’est Quoi Ton Délire Nés Pour Briller: Book II | FR75 (10 Wo.)FR | — | L2B feat. D2, KeBlack & Genezio                                                                   |

Weitere Gastbeiträge
- 2016: DJ Erise feat. Mister You & KeBlack – En altitude aus dem Album Rizer (FR: Gold)
- 2016: Fababy feat. Naza & KeBlack – Physio
- 2016: GLK feat. KeBlack – C’est elle aus dem Mixtape Murder
- 2016: Naza feat. KeBlack – Fais ta mala aus dem EP Tout pour la street
- 2016: Naza feat. Niska, KeBlack & DJ Mike One – Lové aus dem EP Tout pour la street
- 2016: Ayna, KeBlack & Dry – J’attends mon heure aus dem Soundtrack des Films La Pièce: Les derniers seront les premiers
- 2016: Maître Gims feat. Alonzo, Gradur, KeBlack & Awa Imani – Sapés comme jamais Remix
- 2016: Abou Debeing feat. KeBlack – Étoile filante aus dem Mixtape Debeinguerie
- 2017: Barack Adama feat. KeBlack & Naza – Personne pour rattraper l’autre aus dem Mixtape La Propagande Saison 1
- 2017: Mac Tyer feat. KeBlack – Fais-les danser aus dem Album Banger 3
- 2017: DJ Erise feat. KeBlack – Jamais aus dem Album Rizer
- 2017: DJ Hamida feat. Naza & KeBlack – On coffre aus dem Album À la mix party 2017
- 2017: Fally Ipupa feat. Naza & KeBlack – Mannequin aus dem Album Tokooos
- 2017: Aya Nakamura feat. KeBlack – Orphelin aus dem Album Journal intime
- 2017: Naza feat. KeBlack – Pas demain aus dem Album Incroyable
- 2018: Naza feat. KeBlack – Ancien combattant aus dem Album C’est la loi
- 2018: Elams feat. KeBlack – Jungle aus dem Album Ce que l'on vit
- 2018: KeBlack feat. Soolking – Mi corazon aus dem Album Game Over
- 2019: Ghetto Phénomène feat. KeBlack – Laisse tomber aus dem Album Money Time
- 2019: T-Stone feat. KeBlack – Olala